# 藤本佳希
藤本 佳希（ふじもと よしき、1994年2月3日 - ）は、愛媛県松山市出身のプロサッカー選手。Jリーグ・愛媛FC所属。ポジションはフォワード。

## 来歴
高校卒業時にはJリーグクラブからのオファーは無く、セレクションで明治大学に進学する。明治大学体育会サッカー部時代は阪野豊史、室屋成、瀬川祐輔らとプレーし得点力を磨いた。2014年度関東大学サッカーリーグ戦で11得点を上げる活躍を見せる。
2016年、ファジアーノ岡山へ入団。ルーキーイヤーは序盤から先発での出場機会を得たが、その後は主に押谷祐樹や伊藤大介との交代での出場がメインとなった。持ち前のフィジカルを活かし、試合終盤における前線の活性化に一役買ったものの、リーグ戦で得点を挙げることは出来なかった。天皇杯ではチームの戦った3試合全てに出場し、全試合で得点を挙げる活躍を見せた。
2017年も交代での出場がメインであったが、途中投入された5月3日に行われた第12節の対徳島戦（ホームゲーム）で、試合終盤に値千金の勝ち越し点となるゴールを叩き込み、Jリーグ初得点を記録。当該試合におけるチームの勝利に大きく寄与したが、それ以外には目立った活躍を見せることが出来ず、最終的にはリーグ戦19試合出場と、前年よりも出場機会をやや減らす格好となった。
2018年7月、岡山からの期限付き移籍で地元・愛媛県に本拠地を置く愛媛FCに加入。2019シーズンより完全移籍に移行した。
2022シーズンよりモンテディオ山形へ完全移籍で加入。
2023年7月1日のみちのくダービー・ベガルタ仙台戦ではダービー史上初めてハットトリックを達成、4得点をあげた。
2025年8月12日、愛媛FCに4年ぶりに復帰。

## 所属クラブ
- 麻生FC
- 松山市立久米中学校
- 済美高等学校
- 明治大学
- 2016年 - 2018年  ファジアーノ岡山
  - 2018年7月 - 同年12月  愛媛FC（期限付き移籍）
- 2019年 - 2021年  愛媛FC
- 2022年 - 2025年8月  モンテディオ山形
- 2025年8月 -  愛媛FC

## 個人成績
| 国内大会個人成績 | 国内大会個人成績 | 国内大会個人成績 | 国内大会個人成績 | 国内大会個人成績 | 国内大会個人成績 | 国内大会個人成績 | 国内大会個人成績 | 国内大会個人成績 | 国内大会個人成績 | 国内大会個人成績 | 国内大会個人成績 |
| 年度             | クラブ           | 背番号           | リーグ           | リーグ戦         | リーグ戦         | リーグ杯         | リーグ杯         | オープン杯       | オープン杯       | 期間通算         | 期間通算         |
| 年度             | クラブ           | 背番号           | リーグ           | 出場             | 得点             | 出場             | 得点             | 出場             | 得点             | 出場             | 得点             |
| 日本             | 日本             | 日本             | 日本             | リーグ戦         | リーグ戦         | リーグ杯         | リーグ杯         | 天皇杯           | 天皇杯           | 期間通算         | 期間通算         |
| ---------------- | ---------------- | ---------------- | ---------------- | ---------------- | ---------------- | ---------------- | ---------------- | ---------------- | ---------------- | ---------------- | ---------------- |
| 2016             | 岡山             | 20               | J2               | 23               | 0                | -                | -                | 3                | 3                | 26               | 3                |
| 2017             | 岡山             | 20               | J2               | 19               | 1                | -                | -                | 2                | 0                | 20               | 1                |
| 2018             | 岡山             | 20               | J2               | 0                | 0                | -                | -                | 1                | 0                | 1                | 0                |
| 2018             | 愛媛             | 19               | J2               | 12               | 3                | -                | -                | -                | -                | 12               | 3                |
| 2019             | 愛媛             | 19               | J2               | 39               | 9                | -                | -                | 1                | 0                | 40               | 9                |
| 2020             | 愛媛             | 10               | J2               | 17               | 0                | -                | -                | -                | -                | 17               | 0                |
| 2021             | 愛媛             | 10               | J2               | 35               | 10               | -                | -                | 0                | 0                | 35               | 10               |
| 2022             | 山形             | 11               | J2               | 15               | 7                | -                | -                | 0                | 0                | 15               | 7                |
| 2023             | 山形             | 11               | J2               | 38               | 10               | -                | -                | 0                | 0                | 38               | 10               |
| 2024             | 山形             | 11               | J2               | 8                | 0                | 0                | 0                | 0                | 0                | 8                | 0                |
| 2025             | 山形             | 11               | J2               | 19               | 3                | 2                | 1                | 0                | 0                | 21               | 4                |
| 2025             | 愛媛             | 32               | J2               |                  |                  | -                | -                | -                | -                |                  |                  |
| 通算             | 日本             | 日本             | J2               | 225              | 43               | 2                | 1                | 7                | 3                | 234              | 47               |
| 総通算           | 総通算           | 総通算           | 総通算           | 225              | 43               | 2                | 1                | 7                | 3                | 234              | 47               |

その他公式戦
- 2016年
  - J1昇格プレーオフ 2試合0得点
- 2023年
  - J1昇格プレーオフ 1試合0得点

出場歴
- Jリーグ初出場：2016年4月3日 J2第6節 東京ヴェルディ戦（シティライトスタジアム）
- jリーグ初得点：2017年5月7日 J2第12節 徳島ヴォルティス戦（シティライトスタジアム）

## 選抜歴
- 2013年度デンソーカップチャレンジ 関東選抜B
- 2014年度デンソーカップチャレンジ 関東選抜A